# Friedrich Michael Ziegenhagen

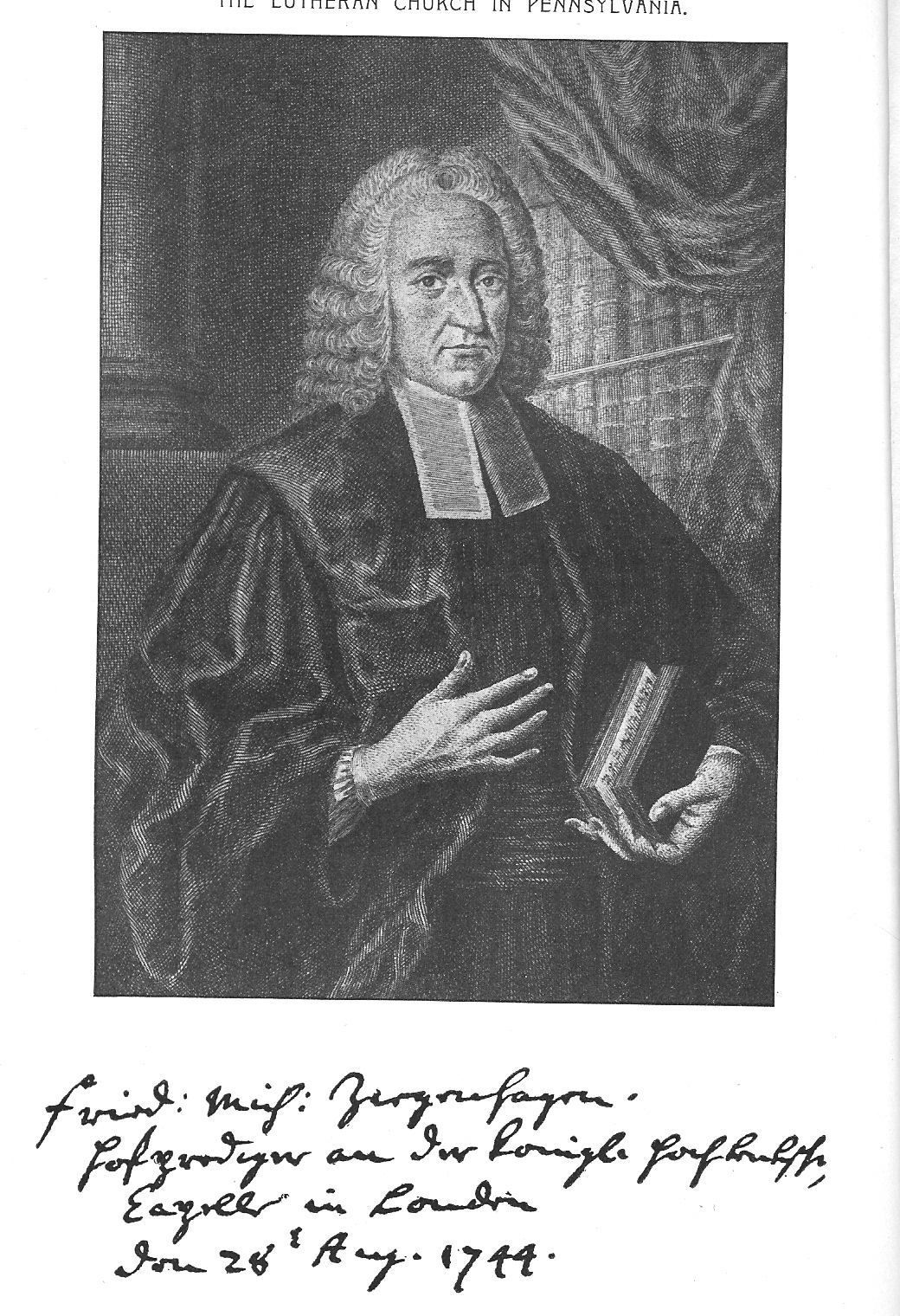
Friedrich Michael Ziegenhagen, Porträt und Autograph

Friedrich Michael Ziegenhagen (* 1694 in Naugard, Pommern; † 24. Januar 1776 in London) war ein bedeutender Pietist und als Hofprediger des englischen Königs Georg I. einer der Förderer der Society for Promoting Christian Knowledge (SPCK).
Ziegenhagen studierte ab April 1714 Theologie in Halle, wo er von August Hermann Francke beeinflusst wurde, und ab 1717 an der Universität Jena. Nach dem Studium trat er eine Stelle als Hausprediger beim Grafen von Platen in Linden bei Hannover an. 1722 wurde er zum deutschen lutherischen Hofprediger in London berufen und blieb dort bis an sein Lebensende.
Er unterhielt Kontakte zu Pietisten in ganz Europa und war eine wichtige Verbindungsperson zwischen den Pietisten in den europäischen Ländern und den Missionfeldern in Nordamerika und in Indien, wo er die Aktivitäten der Dänisch-Halleschen Mission unterstützte. Aus religiösen Gründen blieb Ziegenhagen unverheiratet.